# Tivadar Puskás

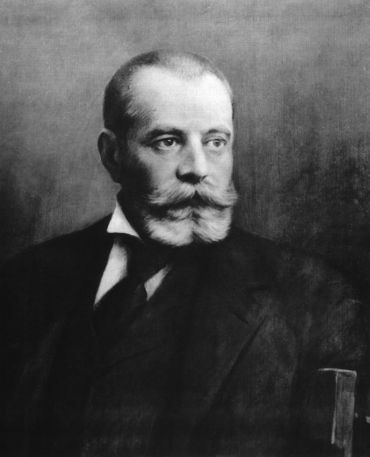
Tivadar Puskás.

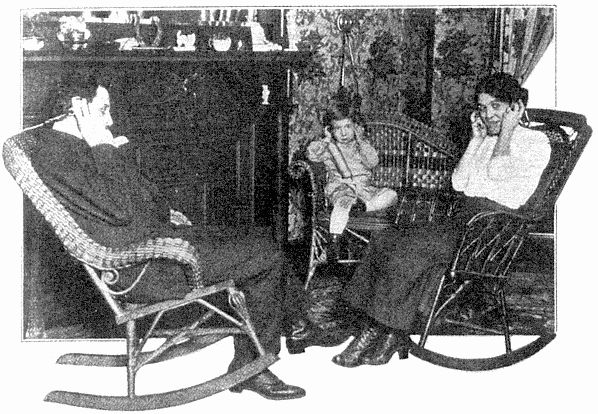
Een familie zit te luisteren naar het telefonisch dagblad.

Tivadar Puskás (Pest, 17 september 1844 - Boedapest, 16 maart 1893) was een Hongaarse uitvinder en pionier in de telefonie en media. Hij studeerde aanvankelijk rechten en nadien ingenieurswetenschappen.
Vanaf 1866 ging hij aan de slag in Engeland bij The Warnin Railway Construction Company. Tijdens de Wereldtentoonstelling van 1873 - die doorging in Wenen - richtte hij een reisbureau op voor de bezoekers aldaar.

## Telefonie
Nadien trok hij de Verenigde Staten en werd in Boston een nauwe medewerker van Thomas Alva Edison. Daar ontwikkelde Puskás zijn eerste telefooncentrale in 1877. Terwijl de eerste commerciële centrale werd ontworpen door George W. Coy (1878) in New Haven. The District Telephone Company of New Haven was trouwens de eerste commerciële telefooncentrale ter wereld. De compagnie startte in januari 1878 en telde aanvankelijk 21 abonnees.
Terug in Europa werd Puskás er de vertegenwoordiger van Edison. De eerste Europese telefooncentrale onder zijn impuls kwam er in Parijs in 1879, gevolgd door deze in Boedapest in 1881. In 1887 ontwikkelde hij een nieuw schakelpaneel dat kon weerstaan aan het groeiend aanbod van klanten. In zijn realisaties had hij de medewerking van zijn broer Ferenc Puskás (1848–1884).
Volgens sommigen ligt hij aan de basis van het gebruik van het woord "hallo" bij de aanvang van een telefoongesprek. Bij zijn eerste gesprek langs de telefoon riep hij "hallom", het Hongaars voor "ik hoor". Dat nadien werd verbasterd tot "hallo" en gebruikt in meerdere talen.

## Telefon Hírmondó
Puskás richtte in Boedapest (1892) de Telefon Hírmondó, het telefonisch dagblad op. Twintig jaar voor de radio werd geïntroduceerd kon men via de telefoon toen reeds programma's beluisteren. De omroep ging van start in februari 1893 en telde aanvankelijk een 60-tal abonnees. Een maand later overleed Tivadar Puskás en maakte zo het succes van zijn concept niet meer mee. In 1907 telde het 15.000 klanten, die konden luisteren naar een aanbod dat bestond uit een afwisseling van muziek, informatie en reclameboodschappen. Vanaf 1925 werkte het als radiostation Radio Hirmondó. De ganse organisatie werd in 1944 ontbonden als gevolg van de schade opgelopen tijdens de Tweede Wereldoorlog.
Als herkenning kreeg hij in 2008 zijn beeltenis op de munt van 1000 Forint. Een straat in Boedapest werd naar hem genoemd.